# Gaëtan Gatian de Clérambault

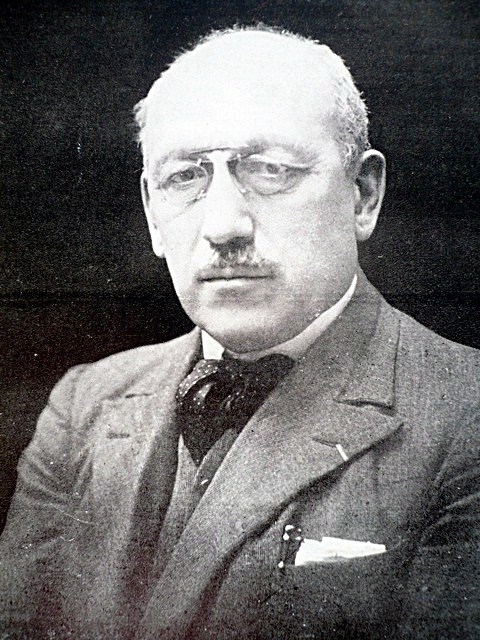
Gaëtan Gatian de Clérambault

Gaëtan Henri Alfred Edouard Léon Marie Gatian de Clérambault (Bourges, 2 juli 1872 – Montrouge, 17 november 1934) was een Franse psychiater, die vooral bekend geworden is door het door hem beschreven syndroom van Clérambault.

## Levensloop
Clérambault groeide op in een streng gelovig gezin en viel op de middelbare school op door zijn goede prestaties. Hij bezocht een kunstacademie en studeerde rechten in Parijs alvorens zich toe te leggen op de psychiatrie. Hij promoveerde hierin in 1899.
In maart 1902 werd hij coassistent in de psychiatrische kliniek van de Préfecture de Police in Parijs. In 1903 en 1904 werkte hij als arts in Wenen. Daarna keerde hij terug naar de kliniek in Parijs. Hij werkte er vanaf januari 1905 als assistent-arts, vanaf maart 1913 als arts en vanaf maart 1920 tot aan zijn dood als hoofd van de kliniek.
Zijn onderzoek richtte zich onder andere op wanen. In 1921 publiceerde hij hierover de studie Les Psychoses Passionelles. Een in dit werk beschreven waan van ingebeelde liefde kreeg de naam syndroom van Clérambault (en werd later erotomanie genoemd). Ook deed hij onderzoek naar wat hij automatisme mental noemde, een waan waarin men gelooft dat de eigen gedachten door anderen worden beheerst. Hierover schreef hij in 1927 het artikel "Syndrome mécanique et conception mécaniciste des psychoses hallucinatoires" (Annales médico-psychologiques, 85, 398-413). De Rus Viktor Kandinski had ook onderzoek naar deze ziekte gedaan en daarom wordt deze waan het syndroom van Kandinski-Clérambault genoemd.
In de laatste jaren van zijn leven leed Clérambault aan een ernstige ziekte in de ruggengraat. Na een mislukte oogoperatie raakte hij in een depressie. Op 17 november 1934 pleegde hij zelfmoord met een vuurwapen.
Naast zijn werk was Clérambault geïnteresseerd in andere culturen. Hij schilderde (zijn werk is nog in enige musea te zien) en was een verdienstelijk fotograaf.

## Trivia
- Van 1927 tot 1929 was Clérambault in zijn kliniek de supervisor van Jacques Lacan. In zijn Propos sur la causalité psychique (1946) zal Lacan hem later "mijn enige leermeester in de observatie van zieken" noemen.
- In de novelle Dagboek van een krankzinnige (1834) beschrijft Nikolaj Gogol de geestelijke aftakeling van een Russische ambtenaar, die uit de gehallucineerde correspondentie tussen twee honden meent te kunnen afleiden dat de dochter van de directeur van zijn departement verliefd op hem is.
- In de roman Enduring Love (1997) – in het Nederlands vertaald als Ziek van liefde – beschrijft Ian McEwan een homoseksueel geval van het syndroom van Clérambault. Het boek werd in 2004 onder dezelfde titel verfilmd door Roger Michell.
- In de film À la folie... pas du tout (2002) toont regisseuse Laetitia Colombani het syndroom van Clérambault vanuit twee gezichtspunten: eerst uit dat van de erotomane kunststudente Angélique (Audrey Tautou) en daarna uit dat van haar slachtoffer, de arts Loïc Le Garrec (Samuel Le Bihan).
- In de aflevering The Mind Has Mountains van de televisieserie Lewis (seizoen 5) lijdt het door Lucy Liemann gespeelde personage Bethan Vickery aan het syndroom van Clérambault.

## Publicaties (selectie)
- Oeuvre psychiatrique. Paris, PUF, 1942 (2 vols.). Facs.ed.: Oeuvres psychiatriques. Paris, Frénésie, 1987, ISBN 2-906225-07-X.
- Contribution à l'étude de l'othématome (pathogénie, anatomie pathologique et traitement). Thèse Paris, 1899.